# Drouvenant
Le Drouvenant est une rivière française située dans le département du Jura et dans le massif du Jura.

## Géographie
Le Drouvenant prend sa source dans le village de Châtel-de-Joux un petit village du Jura, situé à 811 m d'altitude. Il entaille d'abord le plateau de Champagnole sous forme d'une combe profonde se dirigeant vers le nord-nord-est, puis passe au stade de la reculée à environ 3 km de sa source dans la Combe Rosier. Au niveau du village de La Frasnée, il bifurque vers le nord-ouest et rencontre le torrent de la Cascade de la Frasnée qui lui fourni une bonne partie de son débit. Le Drouvenant continu d'entailler le plateau à travers la reculée de La Frasnée pendant 7 km tout en se dirigeant vers l'ouest.
À Clairvaux-les-Lacs, il conflue avec l'Augeon (Raillette), l'émissaire des deux lacs de Clairvaux et se dirige vers le nord, formant une vallée encaissée peu large et profonde de plus de 60 m entre les villages de Clairvaux et Cogna. Entre Clairvaux et Vertamboz, il se dirige vers l'ouest et entre dans la combe d'Ain. Il rejoint la rivière d'Ain à Patornay. Son dénivelé moyen est de 20,28 m d'altitude tous les kilomètres soit un pourcentage moyen de 2,58% et 9 communes françaises sont traversées sur un seul et même département (Jura) : Boissia/Charézier/Châtel-de-Joux/Clairvaux-les-Lacs/Cogna/La Frasnée/Mesnois/Patornay/Vertamboz

## Loisir
On peut y pêcher des Truites Fario dites Franc-Comtoises, des Chabots, des Loches franche, des Vairons, des Goujons, des Chevesnes (Cabot), etc. 
C'est une rivière de 1re catégorie. Il y a quatre réserves de pêche (elles sont indiquées par les panneaux) :
- Le Drouvenant à La Frasnée
Limite amont : bas des cascades.
Limite aval : dernière maison de La Frasnée.
Le ruisseau les Quarts, affluent en rive droite du Drouvenant (Zone de reproduction) (Commune de La Frasnée).
- Le Drouvenant à Clairvaux-les-Lacs
Limite amont : pont de la D678.
Limite aval : pont de l'ancienne route de Cogna.
- Le Drouvenant à Clairvaux-les-Lacs
Limite amont : confluence Railliette (Augeons).
Limite aval : station d'épuration.
- Le Drouvenant à Clairvaux-les-Lacs
Limite amont : canal Paget.
Limite aval : confluence Cressandon→(Réserve de pêche).
- Le Drouvenant sur la commune de Boissia
Limite amont : 20 m à l’amont de la chute du Moulin Gerdil. 
Limite aval : partie amont du pont sur la D67.

## Centrales hydroélectriques
Sur la commune de La Frasnée est présente la centrale hydroélectrique de société Paget Elec, mais qui auparavant appartenait à EDF.  
Les trois communes de La Frasnée, Saint-Maurice et Crillat, décident de s’unir dans le Syndicat électrique du Drouvenant pour construire une usine de production d’électricité et ainsi alimenter la population des 3 villages. Il faut quelques années pour sa construction. En 1926, un décret du Président de la république autorise l’exploitation sous le régime de la concession. Les habitants des villages ont droit à une ampoule gratuite par foyer. À la même époque, la Frasnée construit son réseau d’eau potable selon un tracé parallèle aux installations de l’usine. Les villages bénéficient du fonctionnement de l’usine jusque dans les années 1970. EDF, qui assurait jusque-là la maintenance technique, ne veut plus s’occuper des petites centrales. Ce qui pousse le syndicat propriétaire à vendre en 1973. La famille Paget l’exploite depuis sous le régime de la concession puis de l’autorisation, et en 2015, la société Paget Elec obtient l’autorisation de racheter l’usine à l’État. Propriétaire de plein exercice, Paget Elec a entrepris de moderniser l’usine et ses installations : changement de turbines et changement de conduite forcée. 

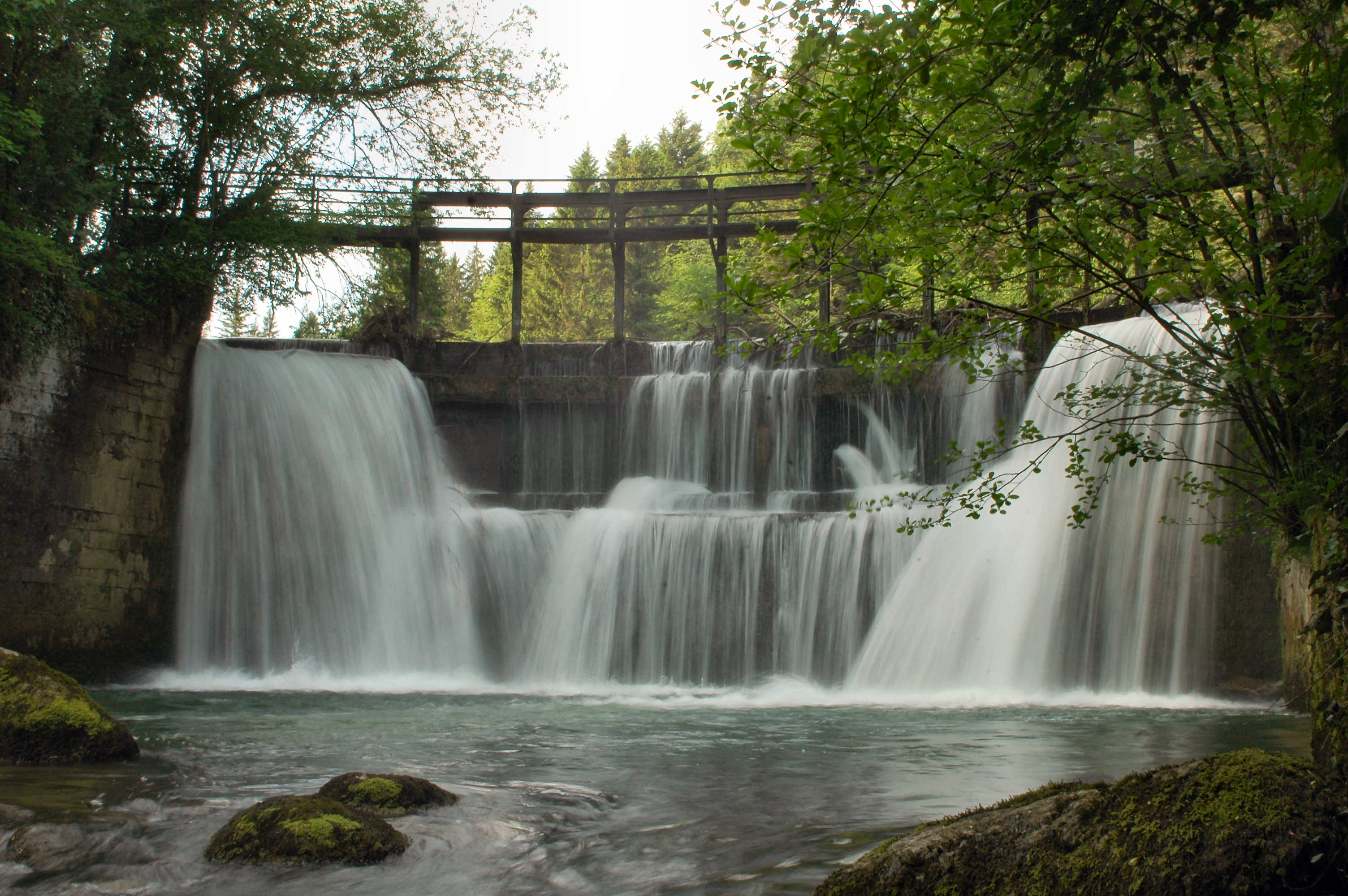
Retenue sur le Drouvenant près de Clairvaux. (2^{e} retenue)

Sur Clairvaux-les-Lacs une 2e retenue est encore utilisée de nos jours. Son usine de production est située en aval du Drouvenant. Elle abrite des perches et chevesnes[réf. nécessaire].  